# Baupost Group
The Baupost Group è un hedge fund statunitense fondato nel 1982 da William Poorvu e dai soci Howard Stevenson, Jordan Baruch e Isaac Auerbach. Seth Klarman, a cui Poorvu ha chiesto di aiutare a gestire il fondo, è alla guida. La filosofia di investimento del Gruppo Baupost enfatizza la gestione del rischio ed è solo a "lungo periodo". L'azienda, uno dei più grandi hedge fund al mondo, è un gestore di investimenti di valore con un patrimonio gestito (AUM) nel 2022 di 25 miliardi di dollari.
Dalla sua fondazione l'azienda ha generato un rendimento medio annuo del 20%.

## Storia
Seth Klarman, sin dall'inizio gestore del fondo, segue da vicino la filosofia di investimento di Benjamin Graham ed è diventato noto per l'acquisto di asset impopolari mentre sono sottovalutati, cercando un margine di sicurezza e approfittando di qualsiasi aumento di prezzo. 

### Estrazione mineraria a Melancton, Ontario
Nel 2006, il Gruppo Baupost ha fondato la Highland Companies, una società con sede in Nuova Scozia che ha iniziato ad acquistare terreni agricoli nella città di Melancton, 120 chilometri a nord di Toronto. Le terre furono acquisite apparentemente per lavori agricoli, ma in realtà per l'estrazione di minerali. Dopo aver rilevato più di 7.000 acri all'inizio del 2011, Highland Companies ha estratto attivamente materie prime. L'iniziativa successiva dell'azienda è stata quella di fare un'offerta per la cava di calcare Amabel dolostone da 2.316 acri. Ci fu opposizione all'iniziativa, poiché le persone che vivevano nelle vicinanze erano preoccupate per la contaminazione delle acque sotterranee, del patrimonio naturale locale, e per una serie di altri problemi, dai camion sulle strade al rumore e alla maggiore concentrazione di polvere nell'aria. Nel novembre 2012, le Highland Companies hanno ritirato la richiesta di acquisto della cava.

### Obbligazioni in difficoltà
Secondo un articolo della Reuters che cita la causa Bank of New York Mellon v. Walnut Place LLC, Baupost Group è un acquirente di titoli garantiti da mutui subprime. Utilizzando uno strumento standard per gli hedge fund: acquistare obbligazioni in difficoltà, Baupost ha cercato di influenzare Bank of America ad aumentare il regolamento degli obblighi di garanzia sui mutui subprime suburbani.

### Crisi finanziaria del 2008
Dopo la crisi finanziaria del 2008, il Gruppo Baupost ha cercato di stipulare un’assicurazione contro il forte calo del valore del denaro dovuto alle politiche governative. Il reparto rischi della società era preoccupato, quindi è stata presa la decisione di coprire le posizioni del fondo acquistando opzioni su titoli del Tesoro statunitense a cinque anni. Le opzioni mostrerebbero buoni rendimenti se i prezzi delle obbligazioni continuassero a scendere. In questo modo l’azienda compenserebbe eventuali ingenti perdite future.

### Mercato europeo degli investimenti
Con le vendite di debito in sofferenza in Europa in aumento a causa della crisi del debito sovrano, il Gruppo Baupost ha aperto il suo primo ufficio internazionale a Londra nel 2011 per sfruttare le opportunità di investimento nel mercato immobiliare commerciale europeo, negoziando debito aziendale a causa di valutazioni in sofferenza e scarsa strutturazione del prodotto. 